# Cotoneaster roseus
Cotoneaster roseus es una especie de arbusto perteneciente a la familia de las rosáceas. Se encuentra en parte del Himalaya, Irán, Pakistán, noroeste de India y Cachemira.

## Taxonomía
Cotoneaster roseus fue descrita por Michael Pakenham Edgeworth y publicado en Trans. Linn. Soc. London 20(1): 46, en el año 1846
Etimología
El epíteto latino roseus, significa rosa y se refiere al color de los pétalos de sus flores.